# Tipula strictura
Tipula strictura är en tvåvingeart som beskrevs av Alexander 1937. Tipula strictura ingår i släktet Tipula och familjen storharkrankar. Inga underarter finns listade i Catalogue of Life.